# Tocoferolo acetato
L'α-tocoferolo acetato o vitamina E acetato è il composto chimico di formula C31H52O3, in condizioni normali si presenta come un liquido oleoso viscoso di colore limpido giallo pallido.
La forma d-α-tocoferolo acetato è presente in molti alimenti naturali e negli oli di germi vegetali. La forma d,l-α-tocoferolo acetato è sintetica.

## Sintesi del composto
L'α-tocoferolo acetato è prodotto per acetilazione del tocoferolo, seguita da purificazione.

## Farmacologia
L'α-tocoferolo acetato viene spesso usato nei prodotti dermatologici, per esempio creme per la pelle, in alternativa al tocoferolo, in quanto l'idrossile fenolico è esterificato con il gruppo acetico, dando origine a un prodotto meno acido.
Si ritiene che vi sia una lenta idrolisi dell'acetato una volta che viene assorbito nella pelle, dando origine al tocoferolo e offrendo protezione contro i raggi ultravioletti.